# Troll Engineering Company
Troll Engineering Company Limited war ein britischer Hersteller von Automobilen.

## Unternehmensgeschichte
Peter James stellte 1980 einen Prototyp her. Er erhielt Aufträge für den Bau weiterer Fahrzeuge. Aber erst 1987 gründete er das Unternehmen in Minehead in der Grafschaft Somerset zur Produktion von Automobilen und Kits. Der Markenname lautete Troll. 1992 endete die Produktion. Terry Nightingale Autocraft übernahm das Projekt von 1995 bis 1999, stellte aber nichts mehr her. Insgesamt entstanden etwa 31 Exemplare.

## Fahrzeuge
Im Angebot standen Fahrzeuge für Trials. Sie ähnelten dem Lotus Seven, wiesen aber eine erhöhte Bodenfreiheit von rund 20 cm auf. Die Basis der Fahrzeuge bildete ein Spaceframe-Rahmen. Die offene zweisitzige Karosserie bestand aus Aluminium und Fiberglas. Die vorderen Kotflügel waren mitlenkend ausgelegt. Ein Vierzylindermotor von Ford mit 1700 cm³ Hubraum und 115 PS Leistung trieb viele der Fahrzeuge an.